# Brandon Jackson (giocatore di football americano)
Brandon Lamar Jackson (Detroit, 2 ottobre 1985) è un giocatore di football americano statunitense che gioca nel ruolo di running back per i Cleveland Browns della National Football League (NFL). Fu scelto nel corso del secondo giro (63º assoluto) del Draft NFL 2007 dai Green Bay Packers. Al college ha giocato a football a Nebraska.

## Carriera professionistica

### Green Bay Packers
Jackson fu scelto dai Green Bay Packers nel corso del secondo giro del draft 2007. Egli segnò il suo primo touchdown da professionista nella settimana 3, il 23 settembre 2007, contro i San Diego Chargers. Jackson corse per la prima volta 100 yard in una partita il 30 dicembre 2007. Il 2 gennaio 2008, Jackson vinse il premio dimiglior rookie della settimana per la sua prestazione contro i Detroit Lions in cui corse 113 yard su 20 possessi, oltre a 2 ricezioni da 22 yard nella vittoria dei Packers 34-13. Nelle undici gare disputate nella sua stagione da rookie, Jackson corse per 267 yard su 75 possessi, oltre a un touchdown e 130 yard distribuite su 16 ricezioni.
Jackson giocò 13 partite nella sua seconda stagione professionistica, correndo 248 yard su 45 possessi con un touchdown, oltre a 30 ricezioni per 185 yard. Nel 2009, Jackson corse 111 yards in 12 gare su 37 tentativi, con 2 touchdown su corsa e uno su ricezione.
Quando il titolare Ryan Grant soffrì un infortunio ai legamenti durante la prima gara della stagione 2010, Jackson fu nominato titolare. Durante la stagione regolare, Jackson corse il proprio primato personale con 703 yard con 342 yard ricevute. Nel corso dell'annata, però, Jackson perse il posto nella formazione titolare in favore del rookie James Starks.

### Cleveland Browns
Dopo quattro stagioni nel Wisconsin, Jackson firmò un contratto coi Cleveland Browns il 29 luglio 2011. Un infortunio a un dito del piede subito in pre-stagione lo spinse a settembre in lista infortunati, posto cui rimase per tutto il resto dell'annata.

## Vittorie e premi
- Super Bowl : 1

Green Bay Packers: Super Bowl XLV
- National Football Conference Championship: 1

Green Bay Packers: 2010

## Statistiche
| Partite totali             | 52    |
| Partite totali da titolare | 16    |
| Yard su corsa              | 1.329 |
| Touchdown su corsa         | 7     |